# Ceraspis modesta
Ceraspis modesta är en skalbaggsart som beskrevs av Hermann Burmeister 1855. Ceraspis modesta ingår i släktet Ceraspis och familjen Melolonthidae. Inga underarter finns listade i Catalogue of Life.